# Plan del Alazán
Plan del Alazán är en ort i Mexiko.   Den ligger i kommunen San Fernando och delstaten Tamaulipas, i den östra delen av landet, 700 km norr om huvudstaden Mexico City. Plan del Alazán ligger 24 meter över havet och antalet invånare är 329.
Terrängen runt Plan del Alazán är mycket platt. Runt Plan del Alazán är det ganska glesbefolkat, med 22 invånare per kvadratkilometer. Närmaste större samhälle är Guadalupe Victoria, 10,2 km sydost om Plan del Alazán. Trakten runt Plan del Alazán består till största delen av jordbruksmark.